# Andrea Taveggia
Pas d'image ? Cliquez ici

b Matchs officiels uniquement.
Andrea Taveggia, né le 23 février 1933 à Milan (Italie), est un ancien joueur de rugby à XV italien des années 1950 et 1960, jouant au poste de pilier.

## Biographie
Andrea Taveggia a honoré sa première « cape » internationale le 24 avril 1954 avec l'équipe d'Italie pour une défaite 39-12 contre la France. Il est le capitaine de l'équipe d'Italie à trois reprises. Il joue son dernier test match le 7 mai 1967 contre le Portugal.

## Équipe nationale
- 16 sélections : 1 en 1954, 4 en 1955, 3 en 1956, 2 en 1957, 2 en 1958, 1 en 1959, 2 en 1960, 1 en 1967.
- 1 essai, 1 transformation, 2 pénalités, 11 points